# Могок-Віста (Каліфорнія)
Могок-Віста (англ. Mohawk Vista) — переписна місцевість (CDP) в США, в окрузі Плумас штату Каліфорнія. Населення — 107 осіб (2020).

## Географія
Могок-Віста розташований за координатами 39°48′17″ пн. ш. 120°35′18″ зх. д. / 39.80472° пн. ш. 120.58833° зх. д. (39.804824, -120.588284).  За даними Бюро перепису населення США, у 2010 році переписна місцевість мала площу 30,98 км², уся площа — суходіл.

## Демографія
Згідно з переписом 2010 року, у переписній місцевості мешкало 159 осіб у 74 домогосподарствах у складі 48 родин. Густота населення становила 5 осіб/км².  Було 102 помешкання (3/км²).
Расовий склад населення:
| - 91,8 % — білих - 4,4 % — азіатів - 0,6 % — корінних американців |

До двох чи більше рас належало 2,5 %. Частка іспаномовних становила 2,5 % від усіх жителів.
За віковим діапазоном населення розподілялося таким чином: 10,1 % — особи молодші 18 років, 57,8 % — особи у віці 18—64 років, 32,1 % — особи у віці 65 років та старші. Медіана віку мешканця становила 59,3 року. На 100 осіб жіночої статі у переписній місцевості припадало 96,3 чоловіків;  на 100 жінок у віці від 18 років та старших — 104,3 чоловіків, також старших 18 років.
За межею бідності перебувало 38,8 % осіб, у тому числі 46,4 % дітей у віці до 18 років та 0,0 % осіб у віці 65 років та старших.
Цивільне працевлаштоване населення становило 48 осіб. Основні галузі зайнятості: освіта, охорона здоров'я та соціальна допомога — 58,3 %, фінанси, страхування та нерухомість — 22,9 %, науковці, спеціалісти, менеджери — 10,4 %, інформація — 8,3 %.